# Білі Кучугури
Білі Кучугури — коса, витягнута зі сходу на захід в західній частині острова Тендрівська коса, на території Скадовського району Херсонської області (Україна). Населених пунктів немає.

## Географія
Довжина — близько 6 км. Рівень берегової лінії коси — 0.4 м. Уздовж коси проходить ґрунтова дорога. Також розташований маяк Білі Кучугури висотою 1.9 м і геодезичний пункт висотою 0.6 м.
На півночі розташовані піски з очеретяною рослинністю, на півдні — солончаки і пересихаючі озера з очеретяною рослинністю. Східний кінець коси переходить в піщану мілину, яка простягається через Тендрівську затоку до західної частини півострова Ягорлицький Кут.
Коса Білі Кучугури входить до складу Чорноморського біосферного заповідника.

## Флора
На косі зустрічається занесена до Червоної книги України морківниця узбережна (лат. Astrodaucus littoralis).

## Історія
Поблизу мису під час Радянсько-німецької війни затонув ескадрений міноносець «Фрунзе». В листопаді-грудні 2012 року водолази аварійно-рятувального загону спецпризначення МНС у Херсонській області майже з 10-метрової глибини на поверхню підняли дві потужні торпеди, дві донні міни, а також 177 артилерійських снарядів калібру 45 і 102 міліметри.